# Manuel Pérez Ruiz
Manuel Pérez Ruíz (sinh ngày 18 tháng 3 năm 1993) là một cầu thủ bóng đá người México hiện tại thi đấu cho Lobos BUAP theo dạng cho mượn từ América.

## Sự nghiệp
Pérez Ruíz ra mắt tại Liga MX cùng với Club Universidad Nacional vào ngày 25 tháng 3 năm 2012 trước Tigres UANL; đó là lần ra sân duy nhất ở đội một của anh, khi dành phần lớn thời gian ở các đội bóng U-17 và U-20.
Vào ngày 19 tháng 6 năm 2016, Pérez được chuyển đến Club América.
Vào ngày 6 tháng 5 năm 2017, Pérez ghi 2 bàn thắng đầu tiên tại Liga MX trong thất bại 2–3 trước Pachuca.